# کاواموتو، شیمانه
کاواموتو (川本町 Kawamoto-chō) یک شهرک در ژاپن است که در استان شیمانه واقع شده‌است. کاواموتو  ۴٬۵۱۳ نفر جمعیت دارد.